# Italian International Film
Italian International Film Srl (IIF) è una società di distribuzione e produzione cinematografica italiana fondata da Fulvio Lucisano.

## Storia
Attiva dal 1958, la IIF è diventata negli anni una delle società cinematografiche più longeve e storiche del cinema italiano, producendo e distribuendo numerosi film, soprattutto nell'ambito della commedia all'italiana. La IIF ha prodotto pellicole per importanti cineasti, come Giorgio Capitani, Mario Bava, Dino Risi, Salvatore Samperi, Pasquale Festa Campanile e molti altri. Inoltre ha contribuito a rendere celebri numerosi comici italiani, da Paolo Villaggio a Ciccio e Franco, da Alberto Sordi a Massimo Troisi.
Grazie alla collaborazione con l'American International Pictures, la società ha allargato in suoi orizzonti alle co-produzioni internazionali, pellicole come Farinelli - Voce regina e Il grande cocomero hanno concorso all'Oscar al miglior film straniero: il primo è stato candidato, mentre il secondo è stato scelto per rappresentare l'Italia agli Oscar 1993, non entrando nella cinquina.
Dalla metà degli anni ottanta in poi, la società ha collaborato con i cineasti Franco Zeffirelli, Liliana Cavani, Luigi Comencini e Lina Wertmüller, con l'attenzione a registi emergenti come Francesca Comencini, Maurizio Nichetti, Francesca Archibugi. Sempre con una particolare attenzione alla commedia, negli anni duemila ha prodotto film campioni d'incassi, come Notte prima degli esami del 2006 e il sequel Notte prima degli esami - Oggi.
In ambito distributivo, sempre con la collaborazione di American International Pictures, la IIF ha distribuito in Italia i film di Martin Scorsese e Roger Corman. In seguito ha distribuito i film del catalogo della MGM, tra i più famosi Thelma & Louise di Ridley Scott, Quattro matrimoni e un funerale di Mike Newell, Sleepers di Barry Levinson e molti altri. Negli anni ottanta distribuiva in Italia anche la maggior parte dei film prodotti dalla americana Cannon di Menahem Golan e Yoran Globus.
Dal 2001 collabora con la Columbia Pictures e la Disney, per la distribuzione in Italia di numerose pellicole. Dal 2004 la IIF Home Video collabora con la 01 Distribution. Dalla sua nascita la società è stata guidata da Lucisano, che ha distribuito e prodotto oltre 500 titoli su mercato italiano, adeguandosi negli anni alle nuove tecnologie e lavorando in vari ambiti, cinema, televisione, home video e Internet.

## Produzioni parziali
- Sexy magico, regia di Mino Loy e Luigi Scattini (1963)
- Berlino: appuntamento per le spie, regia di Vittorio Sala (1965)
- Il cobra, regia di Mario Sequi (1967)
- E continuavano a chiamarlo figlio di... (El Zorro justiciero), regia di Rafael Romero Marchent (1969)
- Il magnate, regia di Giovanni Grimaldi (1973)
- La profanazione, regia di Tiziano Longo (1974)
- Il lumacone, regia di Paolo Cavara (1974)
- Il fidanzamento, regia di Giovanni Grimaldi (1975)
- Per le antiche scale, regia di Mauro Bolognini (1975)
- Il... Belpaese, regia di Luciano Salce (1977)
- Il premio, regia di Alessandro Gassmann (2017)
- Io c'è, regia di Alessandro Aronadio (2018)
- Una vita spericolata, regia di Marco Ponti (2018)
- Non ci resta che il crimine, regia di Massimiliano Bruno (2019)
- 7 ore per farti innamorare, regia di Giampaolo Morelli (2020)
- Ritorno al crimine, regia di Massimiliano Bruno (2021)
- Una famiglia mostruosa, regia di Volfango De Biasi (2021)
- Mina Settembre, regia di Tiziana Aristarco - serie TV (2021-in produzione)
- Ai confini del male, regia di Vincenzo Alfieri (2021)
- Guida astrologica per cuori infranti, regia di Bindu De Stoppani e Michela Andreozzi - serie Netflix (2021-2022)
- Lasciarsi un giorno a Roma, regia di Edoardo Leo (2021)
- La cena perfetta, regia di Davide Minnella (2022)
- Falla girare, regia di Giampaolo Morelli (2022)
- I migliori giorni, regia di Edoardo Leo e Massimiliano Bruno (2023)
- Tramite amicizia, regia di Alessandro Siani (2023)
- I peggiori giorni, regia di Edoardo Leo e Massimiliano Bruno (2023)
- Cattiva coscienza, regia di Davide Minnella (2023)
- Non ci resta che il crimine - La serie, regia di Massimiliano Bruno e Alessio Maria Federici - serie TV (2023)
- Succede anche nelle migliori famiglie, regia di Alessandro Siani (2024)
- Il clandestino, regia di Rolando Ravello - serie TV (2024)
- Non sono quello che sono, regia di Edoardo Leo (2024)
- Io e te dobbiamo parlare, regia di Alessandro Siani (2024)

## Distribuzioni parziali
- Dio li crea... Io li ammazzo!, regia di Paolo Bianchini (1968)
- Il cane e il poliziotto (Top Dog), regia di Aaron Norris (1995)
- Turbulence - La paura è nell'aria (Turbulence), regia di Robert Butler (1997)
- Rat Race, regia di Jerry Zucker (2001)
- Drive, regia di Nicolas Winding Refn (2011)
- Solo Dio perdona (Only God Forgives), regia di Nicolas Winding Refn (2013)
- Lo straordinario viaggio di T.S. Spivet (The Young and Prodigious T.S. Spivet), regia di Jean-Pierre Jeunet (2013)
- The Neon Demon, regia di Nicolas Winding Refn (2016)